# Canoagem nos Jogos Pan-Americanos de 2011 - K-1 200 m feminino
A competição do K-1 200 metros feminino foi um dos eventos da canoagem nos Jogos Pan-Americanos de 2011. Foi disputada na Pista de Remo e Canoagem, em Ciudad Guzmán, nos dias 27 e 29 de outubro.

## Calendário
Horário local (UTC-6).
| Data          | Horário | Fase          |
| ------------- | ------- | ------------- |
| 27 de outubro | 12:25   | Eliminatórias |
| 27 de outubro | 13:25   | Semifinal     |
| 29 de outubro | 10:30   | Final         |

## Medalhistas
| Ouro   | USA Carrie Johnson     |
| Prata  | CUB Darisleydis Amador |
| Bronze | ARG Sabrina Ameghino   |

## Resultados

### Eliminatórias
As três melhores em cada bateria se classificaram diretamente para a final e as restantes disputaram a semifinal.
Bateria 1
| Pos. | Canoísta           | País          | Tempo  | Obs. |
| ---- | ------------------ | ------------- | ------ | ---- |
| 1    | Darisleydis Amador | CUB Cuba      | 41.876 | QF   |
| 2    | Sabrina Ameghino   | ARG Argentina | 42.268 | QF   |
| 3    | Zulmarys Sánchez   | VEN Venezuela | 42.850 | QF   |
| 4    | Carla Salinas      | MEX México    | 43.780 | QS   |
| 5    | Ysumy Orellana     | CHI Chile     | 44.837 | QS   |
| 6    | Claudia Pérez      | GUA Guatemala | 51.577 | QS   |

Bateria 2
| Pos. | Canoísta          | País               | Tempo  | Obs. |
| ---- | ----------------- | ------------------ | ------ | ---- |
| 1    | Carrie Johnson    | USA Estados Unidos | 41.827 | QF   |
| 2    | Emilie Fournel    | CAN Canadá         | 42.130 | QF   |
| 3    | Ariela Pinto      | BRA Brasil         | 43.277 | QF   |
| 4    | Yerly Muñoz       | COL Colômbia       | 44.014 | QS   |
| 5    | Maricarmen Rivera | PUR Porto Rico     | 45.359 | QS   |
| 6    | Stefanie Perdomo  | ECU Equador        | 46.084 | QS   |

### Semifinal
As três primeiros colocadas se classificaram para a final.
| Pos. | Canoísta          | País           | Tempo  | Obs. |
| ---- | ----------------- | -------------- | ------ | ---- |
| 1    | Carla Salinas     | MEX México     | 43.173 | QF   |
| 2    | Yerly Muñoz       | COL Colômbia   | 43.736 | QF   |
| 3    | Maricarmen Rivera | PUR Porto Rico | 44.416 | QF   |
| 4    | Ysumy Orellana    | CHI Chile      | 44.480 |      |
| 5    | Stefanie Perdomo  | ECU Equador    | 45.638 |      |
| 6    | Claudia Pérez     | GUA Guatemala  | 51.859 |      |

### Final
| Pos.              | Canoísta           | País               | Tempo  | Obs. |
| ----------------- | ------------------ | ------------------ | ------ | ---- |
| Medalha de ouro   | Carrie Johnson     | USA Estados Unidos | 41.803 |      |
| Medalha de prata  | Darisleydis Amador | CUB Cuba           | 41.840 |      |
| Medalha de bronze | Sabrina Ameghino   | ARG Argentina      | 42.685 |      |
| 4                 | Emilie Fournel     | CAN Canadá         | 43.021 |      |
| 5                 | Ariela Pinto       | BRA Brasil         | 43.706 |      |
| 6                 | Zulmarys Sánchez   | VEN Venezuela      | 43.808 |      |
| 7                 | Carla Salinas      | MEX México         | 43.875 |      |
| 8                 | Yerly Muñoz        | COL Colômbia       | 45.333 |      |
| 9                 | Maricarmen Rivera  | PUR Porto Rico     | 45.993 |      |